# 勒布尔代 (多尔多涅省)
勒布尔代（法語：Le Bourdeix）是法国多尔多涅省的一个市镇，位于该省北部，属于农特龙区。该市镇总面积11.69平方公里，2009年时的人口为258人。

## 交通
多尔多涅省省道D3线和D91E3线在境内交汇。

## 人口
勒布尔代人口变化图示